# Serie A 1948 (pallapugno)
La Serie A di pallapugno 1948 si svolse nel 1948, terminando il 17 ottobre. Parteciparono al torneo cinque società sportive italiane, quattro provenienti dal Piemonte e una dalla Liguria e la vittoria finale andò per la quarta volta alla squadra della città di Alba, capitanata da Augusto Manzo, al suo quinto scudetto personale.

## Formula
La formula prevedeva un girone all'italiana, con la prima classificata al termine del girone di andata qualificata direttamente alla finale ed esentata dal girone di ritorno. La prima e la seconda classificata al termine del girone di ritorno hanno disputato la semifinale, seguita dalla finale.

## Squadre partecipanti
| Squadra     | Provenienza | Campionati di Serie A | Risultato 1947    |
| ----------- | ----------- | --------------------- | ----------------- |
| Acqui Terme | Piemonte    | 8                     | -                 |
| Alba        | Piemonte    | 11                    | Campione d'Italia |
| Canale      | Piemonte    | 1                     | 2° in Serie A     |
| Imperia     | Liguria     | 3                     | 4° in Serie A     |
| EDA Torino  | Piemonte    | 15                    | 3° in Serie A     |

## Formazioni
| Squadra     | Battitore          | Spalla             | Terzini                                 |
| ----------- | ------------------ | ------------------ | --------------------------------------- |
| Acqui Terme | Giuseppe Solferino | Giuseppe Trinchero | Domenico Garbarino, Binello, Aldo Pesce |
| Alba        | Augusto Manzo      | Alfredo Manini     | Giovanni Agnese, Antonio Porello        |
| Canale      | Francesco Gioietti | Angelo Cappello    | Agnello, Cane                           |
| Imperia     | Franco Balestra    | Bonino             | ?                                       |
| EDA Torino  | Paolo Rossi        | Galliano           | Dellavalle, Solaro                      |

## Torneo
Sono di seguito riportati i risultati reperiti.

### Girone di qualificazione

#### Girone di andata
| Alba - Acqui Terme    | 11 - 3 |
| Acqui Terme - Imperia | 11 - 8 |
| EDA Torino - Imperia  | 11 - 2 |
| Alba - Canale         | 11 - 9 |

#### Girone di ritorno
| EDA Torino - Imperia     | 11 - 8 |
| Acqui Terme - Imperia    | 11 - 5 |
| Canale - Imperia         | 11 - 5 |
| EDA Torino - Acqui Terme | 11 - ? |

### Semifinali
| 3 ott. (Alba) | Canale - EDA Torino | 10 - 8 |
| 7 ott. (Alba) | Canale - EDA Torino | 11 - 3 |

### Finale
| 10 ott. (Alba)   | Alba - Canale | 12 - 8  |
| 16 ott. (Alba)   | Alba - Canale | 10 - 10 |
| 17 ott. (Torino) | Alba - Canale | 13 - 9  |

## Verdetti
- Alba Campione d'Italia 1948 (4º titolo)